# Wood River (Illinois)
Wood River és una població dels Estats Units a l'estat d'Illinois. Segons el cens del 2000 tenia 11.296 habitants.

## Demografia
Segons el cens del 2000, Wood River tenia 11.296 habitants, 4.725 habitatges, i 2.995 famílies. La densitat de població era de 719,7 habitants/km².
Dels 4.725 habitatges en un 29,9% hi vivien nens de menys de 18 anys, en un 46,2% hi vivien parelles casades, en un 13% dones solteres, i en un 36,6% no eren unitats familiars. En el 31,7% dels habitatges hi vivien persones soles el 14,7% de les quals corresponia a persones de 65 anys o més que vivien soles. El nombre mitjà de persones vivint en cada habitatge era de 2,36 i el nombre mitjà de persones que vivien en cada família era de 2,96.
Per edats la població es repartia de la següent manera: un 24,1% tenia menys de 18 anys, un 10,2% entre 18 i 24, un 28,7% entre 25 i 44, un 20,1% de 45 a 60 i un 16,9% 65 anys o més.
L'edat mediana era de 36 anys. Per cada 100 dones de 18 o més anys hi havia 86,6 homes.
La renda mediana per habitatge era de 33.875 $ i la renda mediana per família de 41.688 $. Els homes tenien una renda mediana de 35.097 $ mentre que les dones 24.522 $. La renda per capita de la població era de 18.098 $. Aproximadament el 13,2% de les famílies i el 14,8% de la població estaven per davall del llindar de pobresa.

## Poblacions més properes
El següent diagrama mostra les poblacions més properes.